# Theremin

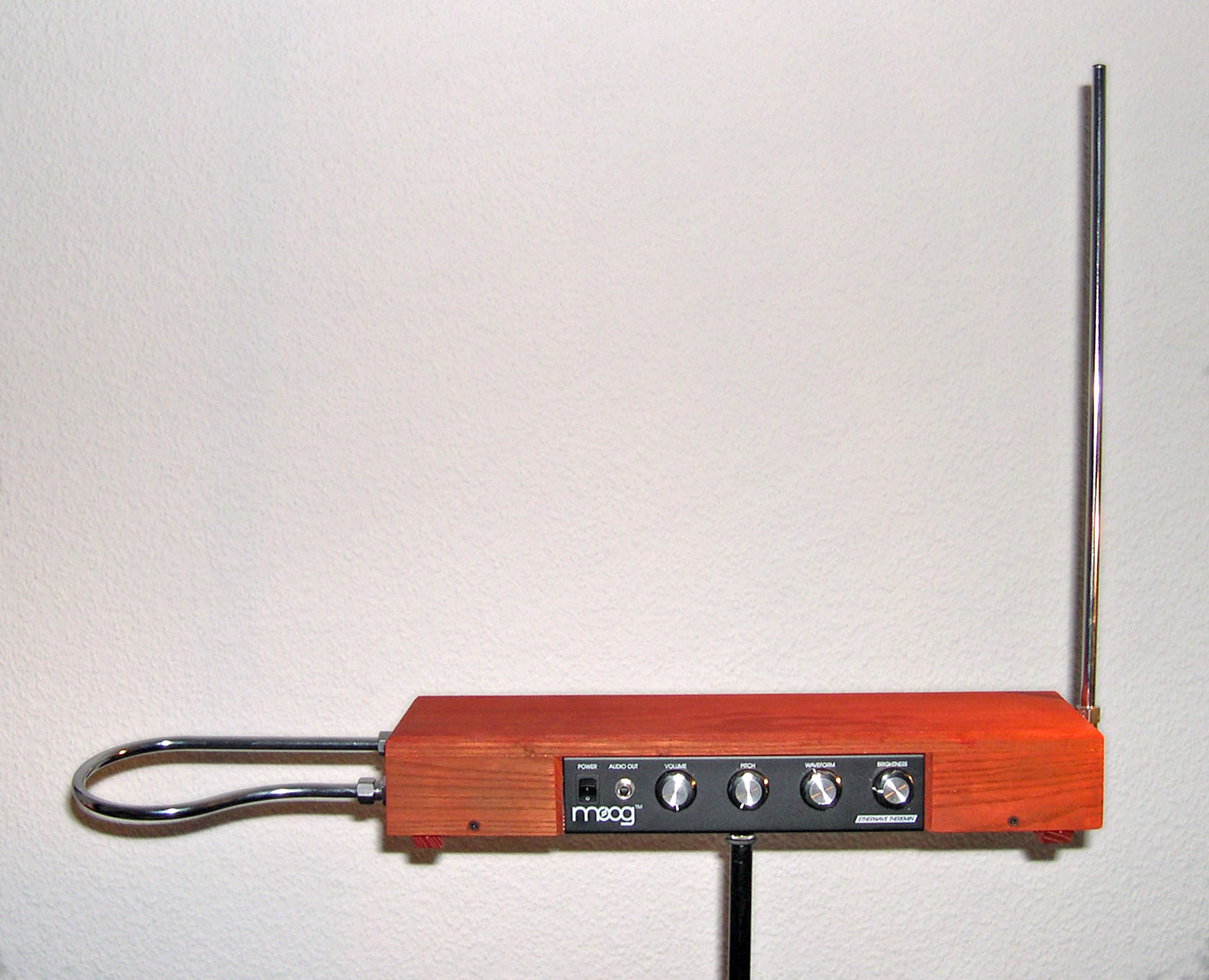

Đàn Theremin (hay còn gọi là thereminvox) là một trong những nhạc cụ hoàn toàn bằng điện tử sớm nhất. Nó được phát minh bởi nhà sáng chế Léon Theremin vào năm 1919, nó trở nên độc nhất vì là nhạc cụ đầu tiên được thiết kế để chơi nhạc mà không hề có sự tiếp xúc trực tiếp như các nhạc cụ khác. Nó bao gồm 2 máy dao động tần số radio và 2 antenna kim loại. Tín hiệu điện từ Theremin được khuếch đại và được chuyển ra loa ngoài.
Để chơi Theremin, nhạc công di chuyển 2 tay quanh 2 antenna kim loại để điều khiển tần số cũng như biên độ âm thanh của nhạc cụ. Theremin thường được gán cho là một thứ "ngoài hành tinh", siêu thực với những âm luyến ngắt, những âm vê, âm rung và những sự chuyển âm kỳ quái khi nó được sử dụng trong soundtrack của những bộ phim như Spellbound, The Lost Weekend và The Day the Earth Stood Still. Theremin cũng được dùng trong âm nhạc trình diễn (đặc biệt là trong âm nhạc tiên phong của thế kỷ 20) cũng như trong những thể loại âm nhạc phổ biến như rock và pop.
Những nhạc cụ điện tử tương tự, như Ondes-Martenot cũng có cấu tạo 2 máy dao động tạo phách nhưng Ondes-Martenot vẫn phải bấm phím để trình diễn

## Lịch sử

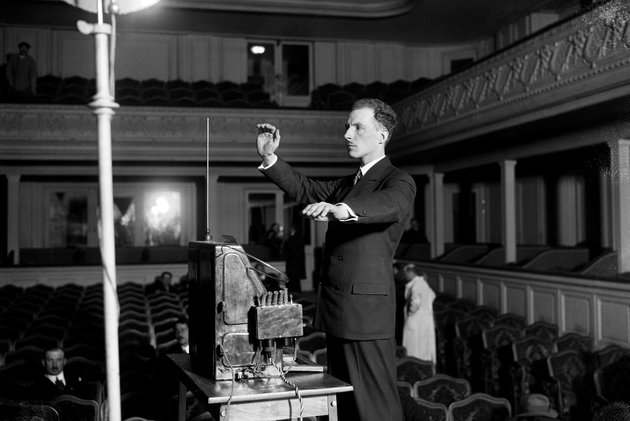
Léon Theremin, người tạo ra đàn Theremin, đang trình diễn nhạc cụ

Theremin thực chất là sản phẩm của chương trình nghiên cứu về những bộ phận có tính nhạy do chính phủ Nga tài trợ. Nhạc cụ được phát minh bởi nhà vật lý trẻ người Nga là Lev Sergeivich Termen (được biết tới ở phương Tây với cái tên Léon Theremin) vào năm 1919, sau thời kỳ bùng nổ nội chiến của Nga. Sau những xem xét chắc chắn của những hội đồng về điện tử tại Moscow, Theremin trình diễn nhạc cụ của mình với Vladimir Lenin. Lenin rất ấn tượng với thiết bị này và cũng bắt đầu học cách sử dụng, đặt làm 600 chiếc để phân bố khắp Liên bang Xô Viết và cho Theremin thực hiện một chuyến đi vòng quanh thế giới để trình diễn công nghệ mới nhất của Xô Viết và cũng là phát minh mới nhất về nhạc điện tử. Sau chuyến lưu diễn dài ở châu Âu, suốt thời gian giới thiệu phát minh của mình trong các buổi biểu diễn, Theremin đã tìm cách để đến nước Mĩ, nơi ông được cấp bằng sáng chế cho phát minh của mình năm 1928. Sau đó, Theremin chuyển nhượng quyền sở hữu sản phẩm thương mại sang cho RCA (Radio Corporation of America).
Mặc dù Thereminvox của RCA được giới thiệu ngay sau cuộc khủng hoảng chứng khoán 1929 không phải là một thành công về mặt thương mại nhưng nó đã làm mê hoặc thính giả ở Mĩ cũng như ở nước ngoài. Clara Rockmore, một thereminist nổi tiếng, thực hiện những chuyến lưu diễn, trình diễn những tiết mục cổ điển tại các nhà hát quanh nước Mĩ. Năm 1938, Theremin rời nước Mĩ, những chi tiết liên quan đến việc ra đi của ông vẫn còn được tranh luận. Một số giả thuyết cho rằng ông bị đưa đi khỏi căn hộ của mình ở New York bởi những người Xô Viết, sau đó quay trở lại Liên Bang Xô Viết và làm việc trong một Sharashka (phòng thí nghiệm nghiên cứ u và phát triển bí mật của Liên Xô trước đây). Tuy nhiên, cuốn tiểu sử viết năm 2000 bởi Albert Glinsky "Theremin:Ether Music and Espionage" lại đưa ra giả thuyết ông đã biến mất để thoát khỏi những khoản nợ cá nhân và sau đó bị bắt trong cuộc thanh trừng chính trị của Stalin. Nhưng dù theo giả thuyết nào thì Theremin cũng không quay trở lại nước Mĩ cho đến tận năm 1991.
Sau cơn sốt ở Mĩ sau ngày kết thúc Thế chiến thứ II, theremin nhanh chóng rơi vào quên lãng đối với những nhà soạn nhạc, chủ yếu là do những nhạc cụ điện tử mới hơn được giới thiệu và lại dễ chơi hơn. Tuy nhiên, sự say mê theremin vẫn tồn tại giữa những người đam mê điện tử và những người thích chế tác nhạc cụ. Một trong số những người đam mê điện tử, Robert Moog bắt đầu làm những chiếc theremin vào những năm 1950 khi ông còn là học sinh trung học. Moog sau đó phát hành một vài bài báo về chế tạo theremin và bán đồ nghề theremin cho những khách hàng dự định lắp ráp nhạc cụ này. Moog tạo được danh tiếng từ những kinh nghiệm học được khi ông chế tạo thành công Minimoog, một nhạc cụ tổng hợp.
Kể từ sau sự ra mắt của bộ film Theremin: An Electronic Odyssey năm 1994 (1 năm sau cái chết của Léon Theremin), niềm đam mê nhạc cụ này lại sống lại và nó được sử dụng rộng rãi hơn bởi những nhạc sĩ đương thời. Mặc cho rất nhiều âm thanh của theremin có thể được tạo ra tương tự trên các nhạc cụ tổng hợp hiện đại, một vài nhà soạn nhạc vẫn tiếp tục đánh giá cao sự diễn cảm, mới lạ và khác biệt khi dùng một theremin thực sự. Bộ film cũng tập hợp được những đánh giá rất tốt.
Ngày nay, Moog Music, Wavefront Technologies và tVox sản xuất những theremin trình diễn có chất lượng cao. Những theremin cổ và hiếm vẫn được đặt mua, có khi được đấu giá tới vài chục ngàn dollar.

## Nguyên tắc hoạt động
Duy nhất trong số những nhạc cụ, theremin được trình diễn mà nhạc công không hề chạm tay vào nó. Nhạc công đứng trước nhạc cụ và di chuyển đôi tay gần 2 antenna kim loại. Khoảng cách từ một antenna quy định tần số âm thanh và khoảng cách từ antenna còn lại điều chỉnh âm lượng. Thường thì tay phải điều chỉnh tần số và tay trái điều chỉnh âm lượng, tuy nhiên một vài người lại đảo ngược sự sắp xếp này.
Theremin dùng nguyên tắc tạo phách Heterodyne để tạo ra tín hiệu âm thanh. Sơ đồ mạch điện của theremin bao gồm 2 máy dao động tần số radio. Một máy hoạt động ở tần số cố định. Máy còn lại là máy dao động đa tần số, tần số của nó được điều chỉnh bởi khoảng cách từ bàn tay nhạc công tới antenna điều chỉnh tần số. Bàn tay của nhạc công đóng vai trò là điện cực dương nối đất (cơ thể của nhạc công có thể coi như dây nối đất) của một tụ điện biến đổi trong một mạch L-C (điện cảm-điện dung). Sự khác biệt giữa tần số của 2 máy dao động tại mỗi thời điểm tạo ra một tần số âm phách trong dải tần số âm thanh, kết quả là tín hiệu âm thanh được khuếch đại và chuyển tới loa ngoài.
Để điều khiển âm lượng, bàn tay của nhạc công đóng vai trò điện cực dương nối đất của một tụ điện biến đổi khác. Trong trường hợp này, tụ điện biến đổi thay thế cho một biến trở thường được dùng để điều khiển âm lượng trong các thiết bị âm thanh. Khoảng cách giữa bàn tay của nhạc công và antenna điều chỉnh âm lượng quy định giá trị của tụ điện, qua đó điều chỉnh âm lượng của theremin. Âm thanh của đàn theremin tương đương với đàn bầu của Việt Nam và độc huyền cầm của Trung Quốc.

## Kỹ thuật trình diễn
Dễ học nhưng rõ ràng là rất khó để tinh thông, việc trình diễn theremin đặt ra 2 thách thức: việc điều khiển chắc chắn được âm độ của nhạc cụ mà không có một chỉ dẫn cụ thể nào (không có phím, không có cần bấm hay vị trí để đặt ngón) và việc giảm thiểu những âm luyến ngắt không mong muốn vốn dĩ là cố hữu do thiết kế của nhạc cụ.
Điều khiển tần số là một thách thức bởi vì không giống như những nhạc cụ khác, theremin tạo ra âm ở bất cứ tần số nào trong toàn bộ dải tần của nó, gồm cả những âm nằm giữa những nốt đã được qui ước thông thường. Trong khi đó một vài nhạc cụ khác phân chia rõ các âm, đặc biệt là nhạc cụ có dây, những nhạc cụ này dùng một vài (thường là 4) dây riêng biệt để thể hiện toàn bộ dải tần số và vị trí trên bàn phím chỉ ra các nốt xác định đã trở nên quen thuộc với nhạc công. Đối với theremin, toàn bộ dải tần số được điều khiển bằng khoảng cách trong không gian giữa bàn tay nhạc công và antenna tần số và hơn nữa lại là một khoảng cách tương đối nhỏ, nó đòi hỏi sự kết hợp giữa tính chính xác cao của đôi tay cùng với sự nhạy bén tuyệt vời về tần số.
Dải tần số liên tục của theremin cũng tạo ra những tiếng vuốt (glissando). Những nhạc công có kỹ năng, thông qua sự di chuyển nhanh và chính xác của đôi tay có thể hạn chế tối thiểu những âm luyến ngắt và âm vuốt không mong muốn để chơi những nốt riêng biệt và thậm chí là thực hiện được những hiệu ứng ngắt âm. Sự di chuyển nhanh trong phạm vi nhỏ của đôi bàn tay có thể tạo ra những hiệu ứng tiếng vê và tiếng rung.
Mặc dù tần số được điều chỉnh cơ bản dựa vào khoảng cách giữa đôi tay của nhạc công và antenna tần số, những theremenist đạt được độ chính xác cao nhất vẫn đẩy cao kỹ thuật chơi nhạc của họ bằng một hệ thống gọi là "aerial fingering" (ngón bấm trên không), được sáng chế rộng rãi bởi Clara Rockmore và sau đó được mở rộng bởi Lydia Kavina. Nó đưa ra những vị trí xác định cho bàn tay cũng như ngón tay để thay đổi một chút về giá trị của điện dung liên quan đến antenna tần số để tạo ra những thay đổi nhỏ về âm một cách nhanh chóng và ở một mức độ nào đó có thể tái tạo lại âm một cách chính xác.
Một kỹ thuật khác gây tranh cãi được gọi là "angling" theo đó bàn tay điều khiển tần số được đặt trên đỉnh của theremin, thực tế là đã vi phạm tín ngưỡng "no touch" của những thereminist truyền thống. Kỹ thuật này dùng để thay đổi góc của bàn tay và ngón tay để biến đổi tần số và đặt lại vị trí của bàn tay nếu khoảng cách là quá rộng để "angling". Với việc chạm tay vào nhạc cụ, hiệu ứng trên tần số do những chuyển động mang tính ngẫu hứng của nhạc công bị giảm bớt. Nó cho phép sử dụng những tần số cố định mà không có âm rung.
Quan trọng không kém trong chỉnh âm theremin là việc sử dụng antenna điều chỉnh âm lượng. Không như những nhạc cụ mà nhạc công có thể chạm tay vào để dễ dàng ngắt âm hay giảm độ rung của âm cộng hưởng nhằm giữ nhạc cụ yên lặng, thereminist phải "vừa chơi các âm lặng, vừa chơi các nốt" ("play the rests, as well as the notes") như Ms.Rockmore nhận xét. Mặc dù kỹ thuật về âm lượng được phát triển ít hơn kỹ thuật điều chỉnh tần số, một vài thereminist đã cố gắng để mở rộng hơn nữa, đặc biệt là với kỹ thuật "walking bass" của Pamelia Kurstin.
Những thereminist có kỹ năng tốt vượt qua những thách thức này bằng việc điều khiển chính xác sự kết hợp giữa những chuyển động có thể tạo ra những màn trình diễn phức tạp và ấn tượng, qua đó chứng tỏ tiềm năng âm nhạc của theremin.
Một vài thereminist ở thời kỳ nhạc tiên phong đã công khai chống lại việc phát triển những kỹ thuật chính thống, coi đó là những ảnh hưởng mạnh mẽ của những giới hạn lỗi thời lên thứ nhạc cụ vốn mang tính tự do. Những nhạc công này chọn cách phát triển những kỹ thuật mang tính cá nhân cao. Câu hỏi về những giá trị liên quan của những kỹ thuật chính thống đối lập với những cuộc trình diễn mang phong cách tự do đã trở thành đề tài tranh cãi nóng bỏng giữa các thereminist. Nghệ sĩ theremin Anthony Ptak đã dùng một loại antenna giao thoa trong một lần trình diễn trực tiếp.

## Theremin trong thông dụng
Trong âm nhạc nghệ thuật
Theremin là một nhạc cụ phổ biến đối với những nghệ sĩ âm nhạc tiên phong vì sự tự do dễ nhận thấy của nó. Nó cũng vẫn được coi là một nhạc cụ cổ điển và thỉnh thoảng được sử dụng trong nhạc jazz. Những nhà soạn nhạc cổ điển viết cho theremin bao gồm Bohuslav Martinů, Dmitri Shostakovich, Percy Grainger, Christian Wolff, Mortimer Browning, Anis Fuleihan, Joseph Schillinger, David Simons, Mark Steven Brooks, Olga Bochihina, Caspar Johannes Walter, Nicolaus Richter de Vroe, Michael Hirsch, Juliane Klein, Vladimir Nikolaev, Moritz Eggert, Iraida Yusupova, Robert C. Ehle, John Haussermann, Friedrich Wilckens, Isidor Achron, Jorge Antunes, và Vladimir Komarov.
Một trong những tác phẩm cổ điển gần nhất sử dụng Theremin là vở ballet The Little Mermaid của Lera Auerbach, một tác phẩm dài 3 giờ đồng hồ với phần theremin thể hiện giọng nói của Nàng Tiên Cá. Đoàn Ballet Hoàng gia Đan Mạch đã đặt hàng nhà soạn nhạc Lera Auerbach sáng tác một sự thể hiện hiện đại hơn cho câu truyện cổ tích này. John Neumeier phụ trách vũ đạo và tác phẩm được ra mắt vào 15 tháng 4 năm 2005 với phần thể hiện của nghệ sĩ solo theremin là Lydia Kavina.
Nhạc sĩ người Nga Lydia Kavina được biết tới rộng rãi như là nghệ sĩ theremin đương đại tài năng nhất. Cô có mối liên hệ xa với Léon Theremin và đã từng được Léon bảo trợ. Các tiết mục của cô cơ bản gồm những tác phẩm cổ điển và tân cổ điển, trong đó rất nhiều tác phẩm được viết riêng cho nhạc cụ. Nhiều thereminist là học trò của Ms.Kavina, bao gồm những thereminist người Đức là Barbara Buchholz và Carolina Eyck, những thereminist người Anh là Bruce Woolley và Miss Hypnotique và thereminist người Nhật Bản là Masami Takeuchi.
Pamelia Kurstin là một thereminist người New York, người mà phong cách triết chung và những sự sáng tạo vẫn tiếp tục mở rộng những ranh giới của theremin. Cô trình diễn solo theo phong cách cổ điển và jazz, cũng như theo phong cách rock vô thần và mới mẻ cùng với band Barbez.
Armen Ra lại chuyên trình diễn âm nhạc dân tộc của Armenia. Một số nghệ sĩ khác bao gồm Eric Ross người Mỹ, Peter Pringle người Canada và Eri Ii người Nhật Bản. Beatrix Ward-Fernandez cũng là một trong những thereminist nổi danh.
Project: Pimento từ San Francisco là một band chơi theremin nổi tiếng ở vùng biển phía Tây nước Mĩ. Với Theremin, guitar, bass, trống và các giọng vocal, đây là band nhạc dạo có theremin duy nhất trên thế giới. Robby Virus, người sáng lập band và là người chơi theremin cũng được nhắc tới trong soundtrack của bộ film Hellboy (2004).
Suốt thời gian được sử dụng trong những bài nhạc film từ những năm 1940 cho tới những năm 1960, âm thanh của theremin được coi là kì quái và xa lạ. Do sự phản đối công khai của Clara Rockmore với những ý kiến như vậy, thereminist Dr.Samuel Hoffman thường tranh thủ thể hiện bất cứ âm thanh gì, từ những giai điệu bất hủ cho tới những hiệu ứng âm thanh kì quái, ông cũng là người có những màn trình diễn trứ danh trong soundtrack của các film Spellbound (1945) và The Day the Earth Stood Still (1951)
Trong âm nhạc phổ thông
Âm thanh của theremin được kết hợp trong rất nhiều ca khúc nhạc phổ thông từ những năm 1960 cho tới nay.. Một trong những huyền thoại về theremin là việc The Beach Boys đã dùng nhạc cụ này vào năm 1966 trong quá trình thu âm "Good Vibrations". Brian Wilson yêu cầu một chiếc theremin trong dàn nhạc cho thu âm này, nhưng lúc đó cả nhạc cụ lẫn nhạc công đều không có. Thay vào đó, Paul Tanner mang tới một thiết bị tự chế gọi là Electro-Theremin, điều khiển cơ học có khả năng bắt chước âm thanh của theremin. Để dành cho những buổi biểu diễn, Robert Moog đã thiết kế và chế tạo một bộ tạo dao động riêng cho Wilson.
Một câu chuyện khác về theremin được thể hiện album In the Aeroplane Over the Sea của Neutral Milk Hotel. Nhạc cụ được sử dụng thực ra là một thiết bị âm thanh đơn giản giống một chiếc cưa (được chơi bởi Julian Koster) có âm thanh tương tự như theremin nhưng thực chất là một nhạc khí có tính chất tự vang và hoàn toàn không phải nhạc cụ điện tử. Nó được thể hiện nổi bật trong phần nhạc nền của ca khúc "In the Aeroplane Over the Sea".
Theremin cũng được sử dụng trong phần mở đầu single Invicible của The Muse, lấy từ album năm 2006 của họ là Black Holes and Revelations. Tuy nhiên, đây không phải là một theremin chuẩn; nó là một miếng đệm trên cây guitar của Matt Bellamy, Matt dùng sự di chuyển của ngón tay hay móng gảy trên miếng đệm này để tạo ra âm thanh. Thông thường hơn, anh dùng hiệu ứng tạm ngưng trên guitar và dùng một slide kim loại để tạo ra âm thanh tương tự. Một ca khúc khác của Muse cũng sử dụng theremin là The Gallery tách từ single Bliss. Phần solo theremin cũng được thể hiện trong phiên bản live của ca khúc "Whole Lotta Love",một hit của band nhạc Rock nước Anh là Led Zeppelin, theremin được chơi bởi tay guitar của band là Jimmy Page.
Simon and Garfunkel đã sử dụng theremin trong tour diễn "Old Friends Tour" năm 2003-2004 trong bài "The Boxer". Người chơi theremin là keyboardist Rob Schwimmer. Rock band Supergrass dùng theremin trong ca khúc "Richard III" từ album In it for the Money. Nó thậm chí còn xuất hiện trong video âm nhạc Richard III, người chơi là Rob Coombes.
Marilyn Manson cũng dùng theremin trong ca khúc "Dope Hat" với phần thể hiện của Madonna Wayne Gacy. Ban nhạc Anh là Pram cũng như Alison Goldfrapp cũng sử dụng nhiều theremin trong các tác phẩm của mình.
Theremin cũng được sử dụng trong những buổi hoà nhạc trực tiếp cũng như trong studio bởi các nghệ sĩ như Pixies, Dan Kelly, The Flaming Lips, Future of Forestry, Tripod, Incubus, An Albatross, Add N to (X), Mark Lanegan Band, The Octopus Project, Chris Funk (The Decemberists), The Polyphonic Spree, Mercury Rev, Rocket Science, Fishbone, Jean Ven Robert Hal, Lydia Kavina, Jean Michel Jarre, Jon Spencer Blues Explosion, Charlie Clouser (Nine Inch Nails), Mark Hunter (Chimaira), Natalie Naveira (Lendi Vexer), Bill Bailey, Pere Ubu, Gabby La La, Tyson Ritter của nhóm The All American Rejects, Neutral Milk Hotel, Street Drum Corps, Keller Williams, Wolf Parade, Lacrimosa, Aerosmith, Mötley Crüe, The Cranberries, Ween, Phish, John Otway, System of a Down, Portishead, La Oreja de Van Gogh, Brand New, One Ring Zero, Edan, the Damned (Dave Vanian), Gandalf Murphy and the Slambovian Circus of Dreams, và nhóm nhạc 2 người của Nga là Messer Chups, Tom Waits, Radiohead (Johnny Greenwood, và Guillemots), Green Carnation, Patrick Wolf, Hector Zazou, Roy Harter và Man or Astroman?.
Theremin cũng được dùng trong buổi biểu diễn trực tiếp của band nhạc sci-fi (science fiction: thích khoa học viễn tưởng) là The Phenomenauts. Ban nhạc của Anh là Half Man Half Biscuit mỉa mai việc sử dụng theremin của những rocker và những ban nhạc indie trong ca khúc của họ là Look Dad No Tunes (từ album Trouble Over Bridgwater).
Một màn solo sử dụng theremin cũng xuất hiện trong hit năm 1972 là Frankenstein (bài hát) thể hiện bởi nhóm Edgar Winter Group.
Trong điện ảnh và nhạc phim
Nhà soạn nhạc người Nga Dmitri Shostakovich là nhà soạn nhạc đầu tiên dành những phần cho theremin trong dàn nhạc, trong đó có cả phần nhạc bè của ông viết cho film Odna năm 1931. Trong khi theremin không được sử dụng rộng rãi trong trình diễn nhạc cổ điển, nó lại tìm được những thành công lớn với vai trò là một thứ nhạc nền kỳ lạ trong vô số những bộ film, đáng chú ý là Spellbound, The Red House, The Lost Weekend, The Spiral Staircase, The Day the Earth Stood Still, The Thing (From Another World), The Ten Commandments, Ed Wood và Mars Attacks!. Theremin được sử dụng như nhạc cụ solo có giai điệu hơn là một hiệu ứng âm thanh trong những soundtrack của Raw Deal, Hellboy, Bartleby và Monster House. Đĩa DVD của Ed Wood và Bartleby đều có những đoạn theremin ngắn.
Theremin cũng xuất hiện và được chơi trong bộ film của Argentina là La Nĩna Santa. Tiếng theremin cũng được nghe thấy trong tập film Knighty Knight Bugs trong film hoạt hình Bugs Bunny. Theremin đôi khi được sử dụng bởi nhà hài kịch Bill Bailey trong phần nhạc nền cho những show diễn của ông, người ta cũng thường thấy theremin kết hợp với phần nhạc film của những bộ film khoa học viễn tưởng hay film kinh dị trong những năm 1950 và 1960.
Người ta tin rằng theremin đã được sử dụng trong soundtrack của bộ film Forbidden Planet. Sự thật là một vòng chuyển âm đã được dùng để tạo ra những âm sắc điện tử. Một phiên bản thiết kế đẹp của theremin xuất hiện trong bộ film Captain Nemo and the Underwater City.
Trên truyền hình
Serie Midsomer Murders của truyền hình Anh dùng theremin trong phần nhạc nền phổ biến của nó.
Trong serie Harvey Birdman của chương trình Adult Swim, Mentok có thói quen bắt chước theremin mỗi khi nhắc tới quyền lực ảo tưởng của mình.
Bill Bailey, nhà hài kịch người Anh cũng dùng theremin trong những chuyến lưu diễn trực tiếp.
Trong tập film "The Ziff Who Came To Dinner" trong loạt film Gia đình Simpson, Homer Simpson nghĩ rằng có một con ma ở trên tầng thượng. Khi Homer đi lên để điều tra, tiếng nhạc kỳ quái của theremin nổi lên. Homer nói rằng ông chỉ mong con ma kia ngừng chơi theremin.
Trong tập 15 "The Bride’s Elder Brother ~ Giruma Magi Majuna~" thuộc bộ film Mahou Sentai Magiranger, nhân vật Magiramanger dùng một thiết bị gọi là "Tell Me Theremin" được cho là đã không được sử dụng từ 250 năm trước.

### Các ấn phẩm
- Rockmore, Clara (1998). Method for Theremin. Edited by David Miller & Jeffrey McFarland-Johnson. Made publicly available at  [pdf]
- Eyck, Carolina (2006). The Art of Playing the Theremin. Berlin: SERVI Verlag. ISBN 3-933757-08-8.
- Glinsky, Albert (2000). Theremin: Ether Music and Espionage. Urbana, Illinois: University of Illinois Press. ISBN 0-252-02582-2.

### Film và video
- Martin, Steven M. (Director) (1995). Theremin: An Electronic Odyssey (Film and DVD). Orion/MGM.
- Olsen, William (Director) (1995). Mastering the Theremin (Videotape (VHS) and DVD). Moog Music and Little Big Films.
- Theremin Family Lưu trữ ngày 16 tháng 2 năm 2017 tại Wayback Machine